# با هم ولی تنها
با هم ولی تنها فیلمی به کارگردانی تورج رحیم‌زاده و نویسندگی علیرضا داوودنژاد محصول سال ۱۳۵۵ است.

## خلاصه داستان
سهراب با همکاری دوستانش به گاوصندوق کارخانهٔ عمویش آقای گرامیان دستبرد می‌زند، و وانمود می‌کند که رضا، داماد گرامیان و مدیر کارخانه، مقصر است...

## بازیگران
- منوچهر وثوق
- شورانگیز طباطبایی
- علی میری
- شهرام ثمینی پور
- فرخ ساجدی
- شهناز
- محسن مهدوی
- حسن رضایی
- علی زاهدی
- حمیرا
- میرزاده
- حسین محسنی